# Lilija Podkopajeva
Lilija Oleksandrivna Podkopajeva, o Lilia Podkopayeva (in ucraino Лілія Олександрівна Подкопаєва?; Donec'k, 15 agosto 1978), è un'ex ginnasta ucraina, ritiratasi nel 1997.
Ad oggi rimane l'ultima ginnasta nell'artistica ad aver detenuto contemporaneamente il titolo di campionessa nel concorso generale individuale olimpico (dodicesima campionessa), mondiale e continentale.